# Искусство войны

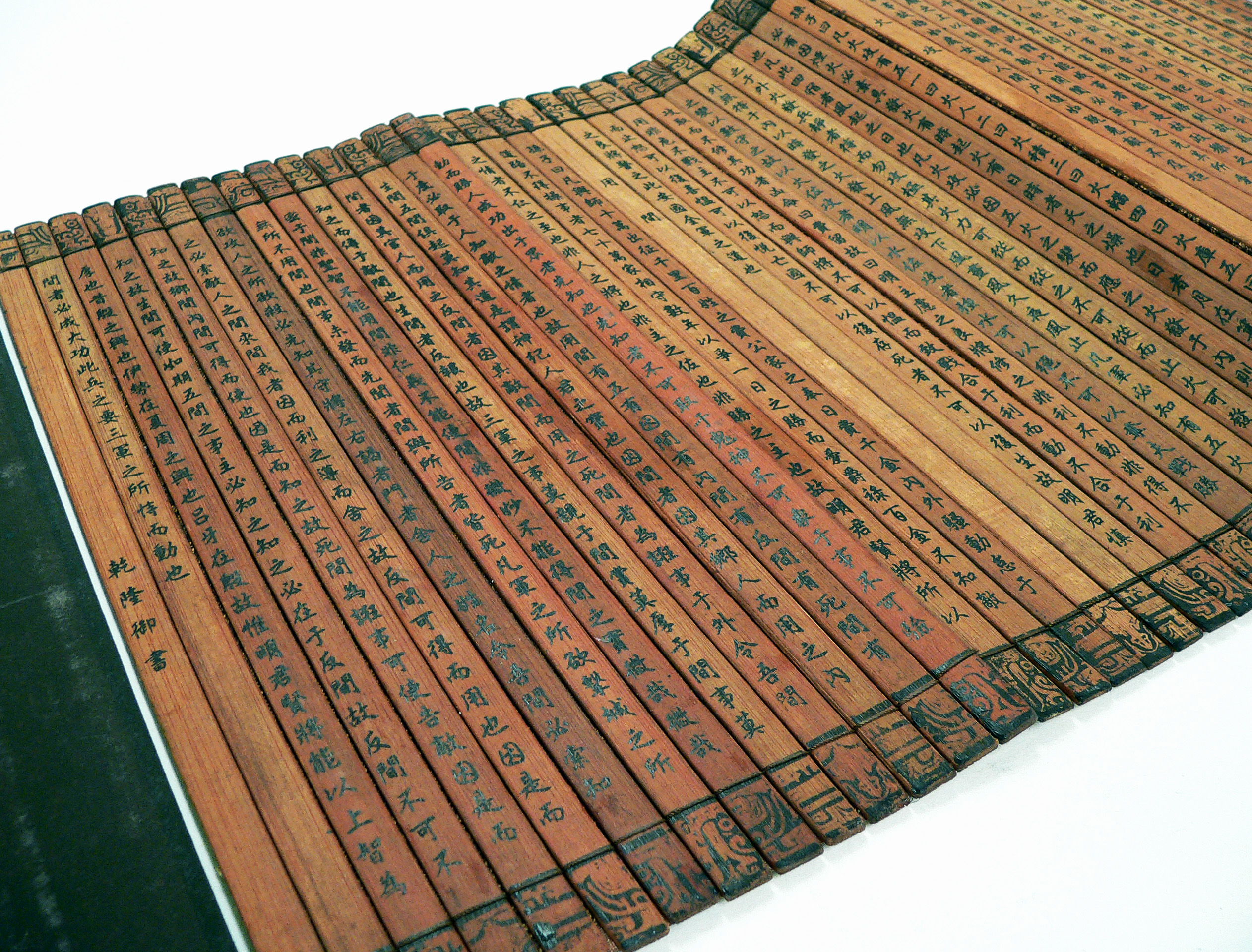
Список «Искусства войны» из коллекции Калифорнийского университета в Риверсайде.

«Иску́сство войны́» (кит. трад. 孫子兵法, упр. 孙子兵法, пиньинь Sūnzǐ bīngfǎ, палл. Сунь-цзы бинфа, реконструкция древнекитайского произношения по Чжэнчжану: [*suːns ʔslɯʔ praŋ pqab], дословно — «Законы войны (военные методы) почтенного (учителя) Суня»; другие названия: «Трактат учителя Суня», «Сунь-Цзы о военном искусстве») — самый известный древнекитайский трактат, посвящённый военной стратегии и политике и написанный Сунь-Цзы. Состоит из 13 глав (пянь). Является основополагающим текстом «школы военной философии», главным в её каноническом Семикнижии (У цзин ци шу).
Трактат использовали в своих действиях полководцы Такэда Сингэн, Во Нгуен Зиап; он используется в военном обучении в армии США, в том числе в военно-морских силах. Хо Ши Мин также модернизировал и широко применял этот трактат в своей деятельности.

## Создание

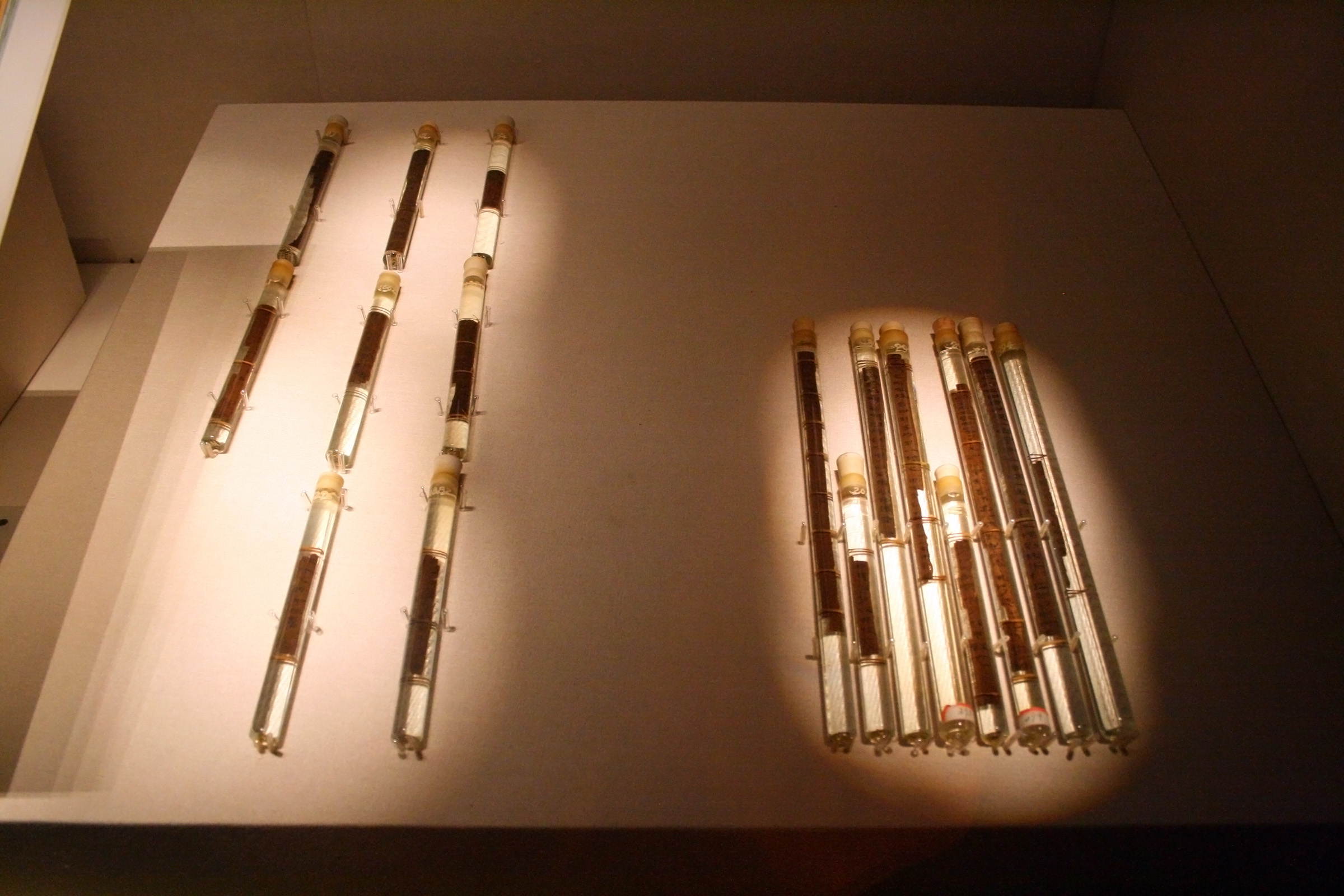
Бамбуковые планки с Искусством войны, датированные II веком до нашей эры

Традиционно авторство приписывается легендарному военачальнику и стратегу Сунь Цзы (VI—V века до н. э.). Трактат, соответственно, долгое время датировался концом VI — началом V века до н. э. (514—495, возможно, 510). Найденный в 1972 году в захоронении начала эпохи Хань (206 год до н. э. — VIII век н. э.) новый расширенный вариант Сунь-цзы даёт основания датировать его создание второй половиной V века до н. э. (453—403). Однако, результаты ряда исследований, проведённых за последние 30 лет как китайскими, так и западными учёными указывают на то, что трактат скорее всего был составлен реальным историческим лицом, полководцем Сунь Бинем, жившим в Царстве Ци в IV веке до н. э. (приблизительно 380—325 годы до н. э.) в период Сражающихся царств.
Современный канонический текст был сформирован на рубеже II—III веков н. э., базовым является его официальное издание XI в. со сводным комментарием 10 авторов II—XI веков, связанное со введением военного Семикнижия в систему государственных экзаменов.

## Концепции
Общая идеология Сунь-цзы совмещает в себе конфуцианские устои поддержания социального гомеостазиса с даосской диалектикой вселенского Дао, космическим циклизмом школы инь-ян, легистской «политологией» и управленческим прагматизмом моистов. Этот синтез, представляющий войну (бин), с одной стороны, как «великое дело государства», «почву жизни и смерть, путь (дао) существования и гибели», а с другой — как «путь обмана», обобщён в 5 принципах:
- «пути» (единодушия народа и верхов),
- «неба» (соответствия времени),
- «земли» (соответствия месту),
- «полководца» (правильного руководства, в частности характеризующегося благонадёжностью — синь и гуманностью — жэнь),
- «закона» (организованности и дисциплинированности).

Данные принципы должны быть реализуемы посредством 7 «расчётов»:
- наличия у правителя дао,
- наличия у полководца способностей,
- постижения особенностей неба и земли,
- осуществимости законов и приказов,
- силы войска,
- обученности командиров и солдат,
- ясности наград и наказаний.

В дальнейшем эта диалектика верности и обмана, силы и слабости, воинственности и миролюбия стала одной из основных методологем традиционной китайской культуры, искусства стратагем.
Война у Сунь Цзы рассматривается как органическое целое, начиная с дипломатии и мобилизации, и заканчивая шпионажем. Никогда нельзя забывать о цели войны — сделать так, чтобы население процветало и было лояльным к правителю.
Идеальная победа — подчинение других государств дипломатическими методами, без вступления в военные действия. Поэтому необходимо вести активную дипломатию, разрушать союзы противника и ломать его стратегию.
Сунь Цзы постоянно подчёркивает, что военные действия это очень дорогостоящее занятие, приносящее разорение государству и бедствия народу. Поэтому война должна быть быстрой, эффективной и мобильной. Затягивать войну негуманно по отношению к народу.
В основе концепции Сунь Цзы лежит управление врагом, создающее возможности лёгкой победы. Надо заманивать врага в ловушки и избегать столкновения с подготовленными силами противника. Необходимо неравновесное распределение сил, стратегическая концентрация.
Необходимо собирать информацию о местности и действиях противника, и при этом скрывать свои действия. Любая оплата деятельности шпионов обойдётся дешевле, чем содержание армии. Поэтому нельзя жалеть денег на шпионаж и подкуп.
Сунь Цзы неоднократно подчёркивает необходимость дисциплины в войсках и поддержания духа (ци). Необходимо создавать ситуации, в которых дух войска крепнет, и избегать таких, где армия теряет волю.

## Лейтмотив
Сунь Цзы считал войну необходимым злом, которое следует избегать, как только возможно. Он отмечает, что «война — это как огонь, люди, которые не сложат оружия, погибнут от собственного же оружия». Войну следует вести быстро во избежание экономических потерь: «Ни одна долгая война не принесла прибыли стране: 100 побед в 100 сражениях — это просто смешно. Каждый, кто отличился сокрушением врагов, получал победу ещё до того, как вражеская угроза становилась реальной». Согласно книге, следует избегать резни и зверств, потому что это может спровоцировать сопротивление и дать противнику возможность обратить войну в свою пользу.
Сунь Цзы отмечал позиционирование в военной стратегии. Решение о выборе определённой позиции для армии должно базироваться на двух объективных условиях — физическая обстановка и субъективные убеждения других оппозиционных противоборствующих игроков в этой обстановке. Он считал, что стратегия — это не планирование в смысле работы по разработанному списку задач, но скорее это то, что требует быстрой и адекватной реакции на условия, которые изменяются. Планирование работает в контролируемых обстоятельствах, но в меняющихся обстоятельствах планы оппонентов входят в соприкосновение, что создаёт неожиданные ситуации.

## Главы
| Глава | Название                 | Название               |
| ----- | ------------------------ | ---------------------- |
| I     | Предварительные расчёты  | Начальные расчёты      |
| II    | Ведение войны            | Ведение войны          |
| III   | Стратегическое нападение | Планирование нападения |
| IV    | Форма                    | Боевая форма           |
| V     | Мощь                     | Стратегическая мощь    |
| VI    | Полнота и пустота        | Пустота и полнота      |
| VII   | Борьба на войне          | Боевое сражение        |
| VIII  | Девять изменений         | Девять изменений       |
| IX    | Поход                    | Маневрирование армией  |
| X     | Формы местности          | Формы местности        |
| XI    | Девять местностей        | Девять местностей      |
| XII   | Огневое нападение        | Огневые атаки          |
| XIII  | Использование шпионов    | Использование шпионов  |

## Краткое описание глав книги

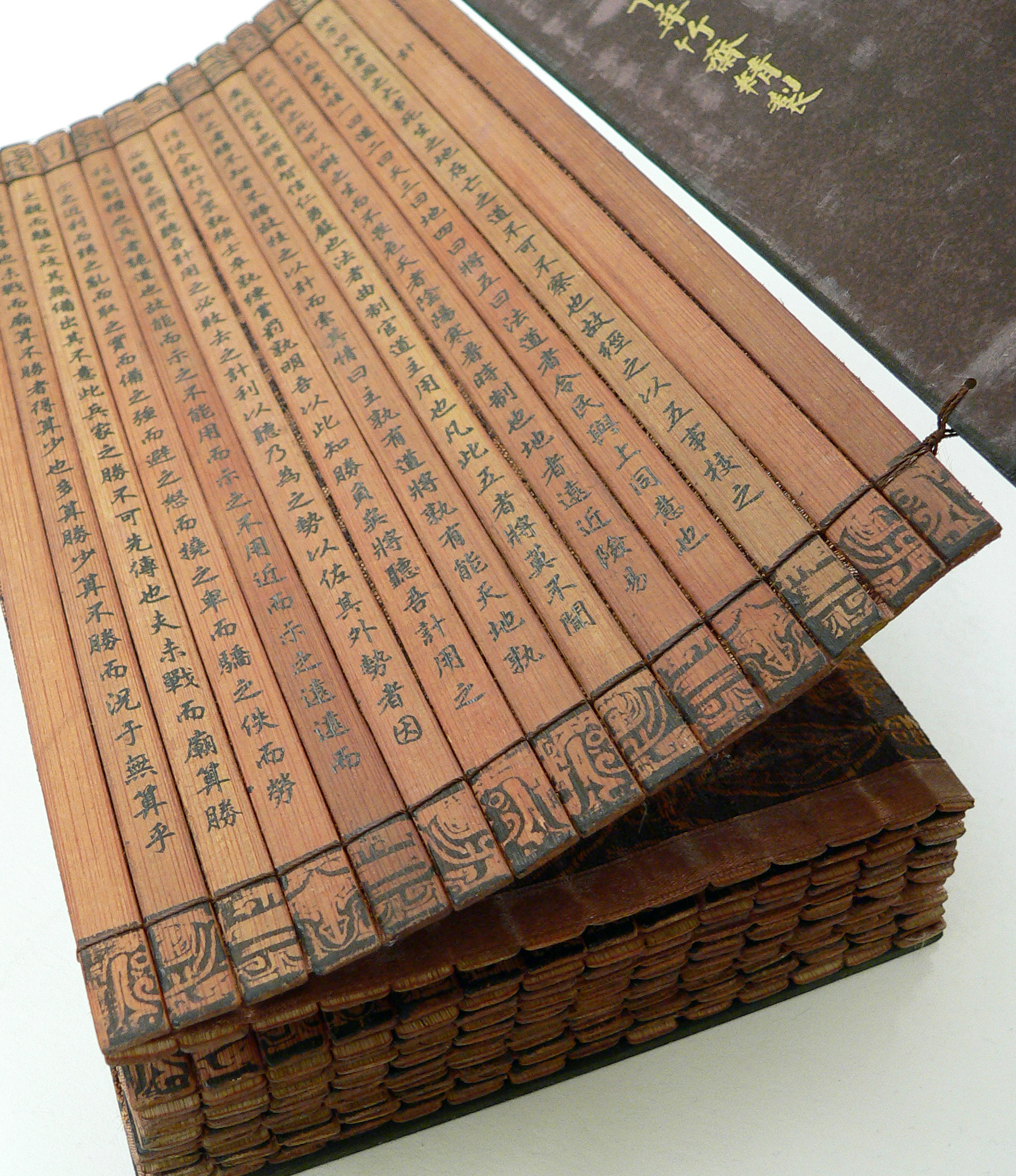
Начало Военного Искусства в классической бамбуковой книге от царствования Императора Цяньлуна

1. Предварительные расчёты состоят из пяти основных факторов (путь, время года, местность, руководство и управление) и семи элементов, определяющих результаты боевых действий. Обдумывая, оценивая и сопоставляя эти моменты, командир может рассчитать свои шансы на победу. В тексте подчёркивается, что война является очень серьёзным вопросом для государства и не должна начинаться без должного рассмотрения.
2. Ведение войны должно быть быстрым. Не бывало ещё, чтобы длительная война была выгодна государству.
3. Стратегическое нападение — рассматриваются общие принципы ведения наступления, отмечается, что лучше покорить войско противника, не сражаясь, сохранив, а не потеряв его. Прежде всего надо думать о том, чтобы разбить замыслы противника, оставить его без союзников, и только далее по значимости задача разбить его войска. Хуже длительная осада или штурм крепостей. Первая ведёт к значительному затягиванию войны, а второй — к большим потерям при негарантированном успехе. В этом же разделе рассматривается стратегия при благоприятном и неблагоприятном соотношении сил, подчёркивается значение знания своих сил и сил противника и объясняется важность полководца, на которого правитель должен опираться, и каким не должен командовать, не зная законов ведения войны.
4. Боевая форма — объясняет важность защиты существующих позиций до тех пор, пока командир не сможет безопасно продвигаться с этих позиций. Глава объясняет командующим важности распознавания стратегических возможностей и учит не создавать возможности для противника.
5. Мощь — это умение применять тактику, сообразуясь с выгодой.
6. Полнота и пустота — учение о полноте и пустоте, то есть о сильных и слабых сторонах своих и противника, — основа всей тактики.
7. Борьба на войне — борьба, в которой оружием являются стратегическое и тактическое искусство, искусство организации и управления, знание психологических факторов войны и умение ими пользоваться, качество полководца. Борьба имеет свою цель. Цель эта — успех, победа.
8. Девять изменений — описываются различные ситуации, в которых армия оказывается, когда она перемещается через новые вражеские территории, и как ей быть в этих ситуациях.
9. Поход — правила расположения войск в различной боевой обстановке и приёмы наблюдения за противником.
10. Формы местности — десятая глава посвящена местности, выяснению влияния, которое может оказывать местность на стратегию и тактику военных операций.
11. Девять местностей — девять общих ситуаций. В этой главе описываются условия ведения войны на собственной территории.
12. Огневое нападение — двенадцатая глава посвящена «огневому нападению», то есть действиям огневыми средствами в широком смысле этого выражения.
13. Использование шпионов — способы разведки. «На войне обязательно пользуются шпионами и через них узнают положение противника».

## Традиционная точка зрения
Долго считалось, что «Искусство войны» является древнейшим и наиболее глубоким военным трактатом Китая, а все остальные книги в лучшем случае второразрядными. Традиционалисты приписывали книгу историческому персонажу Сунь У, активная деятельность которого, начиная с 512 г. до н. э., зафиксирована в «Ши цзи» и в «Вёснах и Осенях У и Юэ». Согласно им, книга должна датироваться этим временем и содержать теории и военные концепции самого Сунь У. Однако, другие учёные, во-первых, определили многочисленные исторические анахронизмы в сохранившемся тексте — термины, события, технологии и философские понятия; во-вторых, подчёркивали отсутствие каких-либо свидетельств (которые были бы в «Цзо чжуань» — классической летописи политических событий того времени), подтверждающих стратегическую роль Сунь У в войнах между У и Юэ; и, в-третьих, обращали внимание на расхождение концепции крупномасштабной войны, обсуждаемой в «Искусстве войны», с одной стороны, и, с другой, запомнившимся лишь в виде атавизма сражения конца VI в. до н. э.
Традиционная интерпретация видит существенное доказательство своей правоты в том, что многочисленные пассажи из «Искусства войны» можно встретить во многих других военных трактатах, чего не могло быть при поздней датировке текста. Считается даже, что такое повальное подражание означает, что «Искусство войны» — самый ранний военный трактат, ценившийся выше любой другой работы, устной или письменной. Появление некоторых аналитических концепций, таких, как классификация местностей, тоже связывается с Сунь-цзы; далее, их использование составителями «Сыма фа» считается бесспорным доказательством исторической первичности «Сунь-цзы», а возможность того, что сам Сунь-цзы опирался на другие работы, не принимается во внимание.

## Исторические комментарии

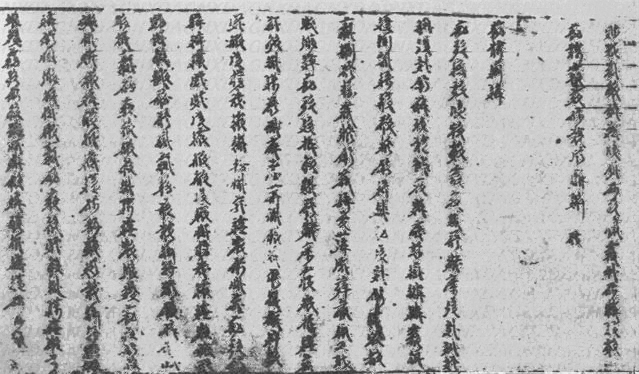
Искусство войны, записанное тангутским письмом

До обнаружения археологами раннего списка на бамбуковых дощечках в апреле 1972 года общеупотребительной версией «Искусства войны» был вариант с комментарием Цао Цао, основателем царства Вэй. В предисловии он написал, что предыдущие комментарии не были сфокусированы на идеях, которые являются самой сутью книги.
После изобретения печатного станка «Искусство войны» (с комментариями Цао Цао) было напечатано в военном учебнике вместе с шестью другими книгами по стратегии, которые вместе известны как Семь классических военных произведений (武經七書/武经七书). Сегодня существует более 30 версий книги с разными комментариями, поскольку она была обязательным материалом в военных учебниках эпохи Сун.
«Суй шу» перечисляет семь книг, приписываемых Сунь Цзы. Комментарий Ду Му также включает в себя комментарий Цао Цао. Искусство войны Ли Цзина позиционируется как просмотр стратегий учителя Суня. Комментарии Цао Цао, Ду Му и Ли Цюаня были переведены на тангутский язык ещё до 1040 года. Другими комментариями, которые упоминаются официальными летописями, являются «Военные стратегии Сунь Цзы» Шэн Ю (176—204), «Копии военных стратегий Сунь Цзы» (автор — Цзя Сюй) и «Военные стратегии Сунь Цзы» Цао Цао и Ван Лина.

## Военное применение и применение разведчиками
В восточноазиатских странах «Искусство войны» было частью экзаменационной программы для потенциальных кандидатов на военную службу. Существует много переводов.
В период Сэнгоку в Японии даймё Такэда Сингэн (1521—1573), говорят, стал почти непобедимым во всех битвах, не полагаясь на огнестрельное оружие, поскольку он изучал «Искусство войны». Книга также вдохновила его на известный боевой штандарт (флаг, хоругвь) «Фу:ринкадзан» (Ветер, лес, огонь и гора), что означает «быстрый как ветер, тихий как лес, безжалостный как огонь и неподвижный как гора».
Переводчик Сэмюэл Гриффит в главе «Сунь Цзы и Мао Цзэдун» упоминает, что «Искусство войны» повлияло на произведения Мао «О партизанской войне», «О затяжной войне» и «Стратегические проблемы китайской революционной войны» и включает цитату Мао: «Мы не должны недооценивать высказывания в книге Сунь Ву Цзы, великого военного эксперта древнего Китая: „Знай своего врага и знай себя, и ты сможешь провести тысячу битв без поражений“».
В течение Вьетнамской войны некоторые офицеры Вьетконга изучали «Искусство войны» и, говорят, могли цитировать наизусть целые разделы книги.
Генерал Во Нгуен Зиап успешно применял тактику, которая описана в «Искусстве войны», во время битвы при Дьенбьенфу, которая закончила французское господство в Индокитае и привела к договору, который разделил Вьетнам на северный и южный. Этот генерал, в дальнейшем военный организатор, стоявший за победами над американской армией во Вьетнаме, старательно изучал и применял идеи Сунь Цзы. Американское поражение в той войне, более чем что-либо другое, привлекло внимание лидеров американской военной теории к Сунь Цзы.
Финский маршал Маннергейм и генерал Аксель Аиро были страстными читателями «Искусства войны». Они оба читали эту книгу на французском языке, Аиро держал французский перевод книги на ночном столике в своём штабе.
Министерство армии США через свой колледж командного и генеральского состава указывало всем подразделениям содержать библиотеки при соответствующих штабах для продолжения изучения личным составом «Искусства войны». «Искусство войны» отмечается как пример работ, которые должны быть в каждой отдельной части, а офицеры-особисты по результатам прочтения обязаны готовить краткие справки для презентаций для других офицеров.

## Невоенное применение
Искусство войны применяется во многих сферах, совершенно не связанных с армией. Большая часть текста — о том, как вести войну без собственно боевых действий: книга даёт советы, как перехитрить своего противника так, что физическая битва будет не нужна. В связи с этим, книга нашла применение как тренировочное пособие для многих соревновательных мероприятий, которые не подразумевают собственно бой.
Существуют бизнес-книги о применении уроков к офисной политике и корпоративной стратегии. Многие японские компании требуют, чтобы эту книгу читали их ключевые должностные лица. Эта книга также популярна среди западных бизнес-менеджеров, обращающихся к ней за вдохновением и советом о том, как побеждать в соревновательных бизнес-ситуациях. Она также применяется к сфере образования.
Искусство войны является предметом исследования юридических учебников и статей по судебному процессу, включая тактику переговоров и судебные стратегии.
Искусство войны также применяется в сфере спорта. Известно, что тренер Национальной футбольной лиги США Билл Беличик читал эту книгу и применял её уроки для получения идей в подготовке к играм. Известно, что тренер по футболу Луис Фелипе Сколари и член Бразильской футбольной ассоциации Карлос Альберто Парейра читали текст. Сколари заставил бразильскую сборную на Чемпионате мира по футболу 2002 изучать старинное произведение во время их успешной кампании.
Искусство войны часто упоминается при разработке стратегий и тактик в киберспорте. В частности, одна из самых фундаментальных книг по киберспорту — «Playing to Win» за авторством выпускника MIT Дэвида Серлина (англ. David Sirlin), по сути является трактовкой Искусства войны с обсуждением возможных приложений идей, содержащихся в оригинале, к современному киберспорту.
Искусство войны даже был применён к индустрии программного обеспечения.

## Переводы на другие языки
В XVII веке книга была переведена на маньчжурский язык. Попытки переводов на европейские языки начались в XVIII веке. В 1772 году иезуит Жан-Жозеф Амио выпустил французский перевод трактата. Первым авторитетным переводом на английский, сохраняющим значение до сих пор, является перевод Лайонела Джайлза 1910 года (его русская версия вышла в 2015 г.).
Имеются современные переводы на русский, английский, армянский, немецкий, французский, испанский, португальский, чешский, турецкий, японский, вьетнамский и другие языки. Во многих случаях переводы на современные национальные языки осуществляются не с оригинала, а с какого-нибудь из английских переводов.
Первый сокращённый русский перевод под названием «Инструкция китайского полководца Сунтсе подчиненным ему генералам» сделан с французского перевода Амио подполковником Костромского полка Срезневским и опубликован в «Военном сборнике» в 1860 году. Полностью на русский язык трактаты «Сунь-цзы» и «У-цзы» были переведены в сороковые годы XX века академиком Николаем Конрадом. Позднее книга выходила также в переводах Владимира Малявина, Бронислава Виногродского и Виктора Башкеева.

## В медиа
В 2010 году был создан комикс по мотивам трактата; в 1996 году вышел сериал в 13 серий. Книга неоднократно пародировалась в произведениях Терри Пратчетта. Также трактату посвящена песня из одноимённого альбома шведской группы Sabaton — The Art of War.

## Цитирование
- Китайские

Строки из книги встречаются в современных китайских ежедневных идиомах и фразах, например, последняя строка главы 3:

Так вот, было сказано, что если ты знаешь своих врагов и знаешь себя, ты можешь победить в сотнях сражений без единого поражения.
Если ты только знаешь себя, но не знаешь своего оппонента, ты можешь как победить, так и получить поражение.
Если ты не знаешь ни себя ни своего врага, ты всегда будешь создавать для себя опасности.
Эти строки цитируются во вступлении к песне «The Art of War» из одноимённого альбома группы Sabaton.
Это кратко отражено и сконцентрировано в современной китайской поговорке:

知己知彼, 百戰不殆.

Если ты знаешь как себя так и врага, ты можешь победить в многочисленных (дословно «сотне») битвах без опасности поражения.
- Английские

Общие примеры можно найти в употреблении в английском языке, как строка 18 в главе 1:

兵 者, 诡 道 也. 故 能 而 示 之 不能, 用 而 示 之 不用, 近 而 示 之 远, 远 而 示 之 近

Приёмы ведения войны основаны на обмане. Поэтому, когда мы способны атаковать, мы должны выглядеть так, будто не способны, а когда мы задействуем силы, мы должны выглядеть неактивными; когда мы рядом, мы должны заставить врага поверить, что мы далеко, когда мы далеко, то должны заставить его поверить, что мы близко.
Это было сокращено до наиболее общей формы и отразилось в современной английской поговорке:

Ведение войны основано на обмане.